# Miguel Santín del Castillo

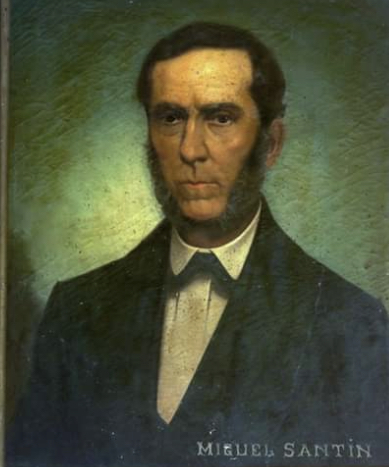
Miguel Santín del Castillo

Miguel Santín del Castillo (* 1830 in Ciudad San Vicente; † 1880) war vom 7. Februar 1858 bis zum 19. Januar 1859 Präsident von El Salvador.

## Leben
Im Mai 1858 ließ Santín del Castillo die Academia Militar in San Salvador einrichten, auf der Taktik für Artillerie, Infanterie und Kavallerie gelehrt wurde.
Oberbefehlshaber der Armee war Gerardo Barrios.
Vom 24. Juni bis zum 18. September 1858 wurde Castillo durch Barrios als Präsident vertreten.
Barrios strengte ein Gerichtsverfahren gegen Castillo an, um sich der Präsidentschaft zu bemächtigen. Da Barrios wusste, dass er von Francisco Dueñas Díaz keine Unterstützung zu erwarten hatte, ließ er ihn nach Guatemala deportieren.